# (5939) Toshimayeda
(5939) Toshimayeda es un asteroide perteneciente al cinturón de asteroides, región del sistema solar que se encuentra entre las órbitas de Marte y Júpiter, descubierto el 1 de marzo de 1981 por Schelte John Bus desde el Observatorio de Siding Spring, Nueva Gales del Sur, Australia.

## Designación y nombre
Designado provisionalmente como 1981 EU8. Fue nombrado Toshimayeda en homenaje a Toshiko Mayeda, investigador asociado senior en el Instituto Enrico Fermi de la Universidad de Chicago, ha producido una gran cantidad de datos sobre isótopos de oxígeno en meteoritos. Estos datos han proporcionado una herramienta esencial para la clasificación de meteoritos y para relacionar meteoritos con sus cuerpos padres.

## Características orbitales
Toshimayeda está situado a una distancia media del Sol de 2,740 ua, pudiendo alejarse hasta 3,120 ua y acercarse hasta 2,360 ua. Su excentricidad es 0,138 y la inclinación orbital 9,343 grados. Emplea 1657,06 días en completar una órbita alrededor del Sol.

## Características físicas
La magnitud absoluta de Toshimayeda es 13,2. Tiene 6,048 km de diámetro y su albedo se estima en 0,253. 